# Спринг-Гров (Иллинойс)
Спринг-Гров (англ. Spring Grove) — деревня в округе Мак-Генри (штат Иллинойс, США).
По данным Бюро переписи населения США Спринг-Гров имеет площадь 23 квадратных километров.

## Демография
Результаты переписи 2000 г.:
- население — 3880 чел.
- плотность населения — 241,2 чел. на один кв. км.
- Количество единиц жилья — 1205
- расовый состав населения:
  - 97,37 % белых,
  - 0,13 % афроамериканцев,
  - 0,15 % индейцев (коренных американцев),
  - 0,90 % выходцев из Азии,
  - 0,10 % выходцев с островов Тихого океана,
  - 0,36 % иных
  - 0,98 % смешанного происхождения
- средний доход на одну единицу жилья — 80 542 долл.,
- средний доход на одну семью — 82 996 долл.,
- средний доход на одного мужчину — 60 933 долл.,
- средний доход на одну женщину — 33 882 долл.